# Jakob Balcerak
Jakob Balcerak (* 1. August 1979 in Breslau) ist ein deutscher Schachspieler.

## Leben
Im Jahre 1988 bekam die Familie Balcerak eine Ausreisegenehmigung aus Polen, um Verwandtschaft in London zu besuchen. Auf dem Weg dorthin wurde die Reise in Paderborn unterbrochen – so gelang ihnen die Ausreise nach Deutschland.
Schach lernte Balcerak im Alter von 11 Jahren in der Schulschach-AG des Cusanus-Gymnasiums in Koblenz. Diese wurde von Professor Dr. Manfred Müller geleitet. Zwar fand sie nur ein Mal wöchentlich statt, jedoch machte Balcerak schnelle Fortschritte.
Auch die Geschwister sind im Schachsport erfolgreich. Seine ältere Schwester Magdalena (* 1978) hat für den TSV Schott Mainz in der 2. Frauenbundesliga gespielt und sein jüngerer Bruder Philipp (* 1985, höchste Elo 2378 im Juni 2015) hat schon einen Einsatz in der deutschen Schachbundesliga und mehrere Einsätze in der Schweizer Nationalliga A gehabt.

## Schachliche Erfolge
Jakob Balcerak ist mehrfacher rheinland-pfälzischer Jugendmeister: U15 (1994), U17 (1996) und U20 (1997). Bei deutschen Meisterschaften belegte er 1994 bei der U15-Meisterschaft hinter Jan Gustafsson den zweiten Platz. Bei einem internationalen Jugendturnier 1996 in Norwegen wurde er Dritter.
1996 wurde er in den D/C-Kader der deutschen Nationalmannschaft aufgenommen. Bei der Jugendeuropameisterschaft 2000 im griechischen Kallithea (Chalkidiki) fungierte er als Jugendtrainer für den Deutschen Schachbund.
Seit November 2000 trägt er den Titel Internationaler Meister. Die Normen hierfür erreichte er 1999 in Münster beim 5. Münsterland Masters sowie 2000 beim Bieler Schachfestival und in Polanica-Zdrój.

## Vereine
Von 1991 bis 1994 spielte er beim SC Koblenz, wechselte dann für drei Jahre bis 1997 zum SV 03/25 Koblenz. Ab 1998 spielte er beim TSV Schott Mainz, in der Saison 2000/01 sogar in der Schachbundesliga am ersten Brett. Für eine Saison wechselte er zum SC Remagen. Ab 2002 spielte er für die SG Porz, ab der Saison 2009/10 erneut für Schott Mainz. Im französischen Ligabetrieb spielte er mehrere Jahre in der 2. Liga für den elsässischen Verein Saverne, zuletzt im Jahre 2002.